# Hospital de Fuenlabrada (metropolitana di Madrid)
Hospital de Fuenlabrada è una stazione della linea 12 della metropolitana di Madrid. Si trova sotto presso l'Hospital de Fuenlabrada e il campus della Universidad Rey Juan Carlos nel comune di Fuenlabrada.

## Storia
La stazione è stata inaugurata l'11 aprile 2003, nell'ambito del progetto di ampliamento che comprende Metrosur.

## Interscambi
- 1, 2, 3, 4
- 496
- 5